# Андрій Борковський
Єпископ Андрі́й Борко́вський (світське: Анджей Борковський, польск. Andrzej Borkowski, 6 жовтня 1974, Білосток, Польща) — архієрей Православної церкви Польщі, єпископ Супрасльский, вікарій Білостоцької єпархії.

## Біографія
1993-1996 - навчався у Варшавській вищій православній духовній семінарії.
8 червня 1993 - вступив до Супрасльської лавру. 29 липня 1995 архієпископом Білостоцьким Саввою (Грицуняком) був пострижений у рясофор, а 30 липня висвячений у сан ієродиякона тим же владикою.
З 1996 навчався на православному відділенні Варшавської християнської богословської академії.
10 вересня 1998 - прийняв чернецтво з ім'ям Андрій на честь преподобного Андрія Критського, а 12 вересня того ж року був висвячений в сан ієромонаха. Постриг і свячення звершив архієпископ Білостоцький Савва (нині - предстоятель Православної церкви Польщі).
1999 - закінчив Варшавську християнську богословську академію зі ступенем магістра богослов'я. У тому ж році вступив до докторантури тієї ж академії.
З 1999 по 2001 - директор архіву Варшавської митрополії і священиком Михайло-Архангельської каплиці при митрополичому будинку, а також наставником юнацтва Маріїнського приходу в Варшаві. 3 квітня 2000 був зведений в сан ігумена.
З 2002 по 2005 - стажувався в Богословському інституті Афінського університету в Греції, для чого перервав докторантуру в Варшавській християнської академії. Одночасно, з 2003 по 2008 рік, здійснював пастирські обов'язки в афінському приході святого Полікарпа Смирнського. 21 березня 2005 року одержав диплом церковно-історичної кафедри Афінської богословської школи, що підтверджує ступінь магістра богослов'я. У тому ж році продовжив навчання в докторантурі тієї ж богословської школи. Закінчив курс 5 березня 2009 року, з присудженням диплома доктора богослов'я в сфері історії Церкви за підсумками захисту дисертації на тему «Ставлення древніх Патріархатів Сходу до церковної унії в Речі Посполитій в останніх двох десятиліттях XVI століття». Науковий ступінь доктора богослов'я був нострифікований у Варшавській християнської богословської академії рішенням ради богословського факультету від 10 грудня 2009 року.
З 2008 по 2010 - референт і секретар Люблінського єпархіального управління, а також інспектором православної катехізації та духовним наставником православного студентства Люблінської єпархії.
23 листопада 2010 - призначений виконуючим обов'язки намісника Благовіщенській лаври в Супраслі. З 24 вересня 2011 року - намісник обителі.
20 березня 2012 - зведений в сан архімандрита. У тому ж році став ад'юнкт-професором православної богословської кафедри Білостоцького університету.
Входив до складу делегації Православної церкви Польщі на Криті Соборі, що проходив з 16 по 27 червня 2016 року.
29 червня 2017 - одержав вчений ступінь хабілітованого доктора за рішенням ради богословського факультету Варшавської християнської богословської академії.

## Архієрейство
24 серпня 2017 на Архієрейському Соборі Православної церкви Польщі був обраний єпископом Супрасльським, вікарієм Білостоцької єпархії.
Хіротонія в єпископа відбулася 27 вересня того ж року в Білостоцькому Микільському соборі. Свячення звершили митрополит Варшавський і всієї Польщі Савва у співслужінні владик Польської Церкви архієпископів Люблінського Авеля Поплавського, Білостоцького Якова Костючука, Вроцлавського Георгія Паньківського; єпископів Перемишльського Паїсія Мартинюка, Бєльського Григорія Харкевича, Лодзинського Атанасія Носа і Гайновського Павла Токаюка, а також архієреїв з інших помісних Церков: митрополитів Володимиро-Волинського Володимира Мельника, Дідімотіхського Дамаскіна Карпафакіса і Крітського Георгія Хрисостому; єпископів Марґветського Мелхиседека Хачидзе, Месаорійського Григорія Хаджіураніу і Бобруйського Серафима Білоножка.